# サブチリシン
サブチリシン（ズブチリシン、スブチリシン、サチライシン、subtilisin）は、エンドペプチダーゼ、セリンプロテアーゼの一種である。枯草菌によって細胞外に分泌される消化酵素の一種で、疎水性アミノ酸のカルボキシル基側のペプチド結合を加水分解する。EC番号は3.4.21.62。サブチリシンは、抗菌性のバクテリオシンである。

## 概要
サブチリシンはその成熟体のN末端側に約30アミノ酸残基のシグナルペプチドと約80アミノ酸残基のプロペプチド(分子内シャペロン)を持つ酵素前駆体として合成される。
枯草菌から細胞外培地へ分泌された後、シグナルペプチドがシグナルペプチダーゼに分解され、プロペプチドによってサブチリシンの立体構造が形成される。
その後、自身のプロテアーゼ活性によってプロペプチドとサブチリシン成熟体領域の間のペプチド結合がプロセッシングされる。そして最終的に、自己触媒的にプロペプチドが分解される事でサブチリシンが産生される。

## 結晶構造
PDB entry: 1SPB
プロペプチドとサブチリシンBPN’の2.0 Å分解能の結晶構造。

## 分子進化の中の収斂進化
セリンプロテアーゼはスブチリシン様セリンプロテアーゼ (subtilisin-like serine protease) とキモトリプシン様セリンプロテアーゼ (chymotrypsin-like serine protease) 大きく2つのファミリーに分類される。前者にはsubtilisin BPN'、thermitase、proteinase K、lantibiotic peptidase、kexin、cucumisinなどがあり、後者にはtrypsin、chymotrypsin、thrombin、Xa因子、elastaseなどがある。これらの原核生物由来のサブチリシンと真核生物由来のキモトリプシンはアミノ酸の一次配列レベルでは配列類似性が低く、またそれらのトポロジーも異なるにもかかわらず、Ser、His、Aspといった同様の三つ組み触媒残基を有しており、その立体的な配置や反応機構が同じであると考えられている。これは、異なる祖先タンパク質が独立に進化してきた結果、非常に類似した活性部位を持つ構造を獲得し、同様の機能を有するタンパク質に収斂進化した為であると考えられている。